# قنصور فارسي
قنصور فارسي (الاسم العلمي:Colutea persica) هو نوع من النباتات يتبع جنس القنصور من الفصيلة البقولية.